# Huta Bargot Nauli
Huta Bargot Nauli is een bestuurslaag in het regentschap Mandailing Natal van de provincie Noord-Sumatra, Indonesië. Huta Bargot Nauli telt 962 inwoners (volkstelling 2010).